# Fernando Monasterio Bustos
Fernando Monasterio Bustos (n. 1890) va ser un militar espanyol, membre de la Guàrdia Civil.

## Biografia
Va néixer a Madrid el 4 d'agost de 1890. Va ingressar en la Acadèmia d'Infanteria de Toledo el 1908, de la qual sortiria tres anys després amb la graduació de segon tinent. Va ser destinat al Regiment «Wad Ras» núm. 50, unitat amb la qual intervindria en les campanyes del Marroc. Va intervenir en la presa de Monte Arruit, gesta per la qual va ser condecorat amb la Creu del Mèrit Militar. Va tornar a la península el 1914 i a la fi d'any va ingressar en la Guàrdia Civil.
A l'institut armat va ser professor al Col·legi de Guàrdies Joves, posteriorment va exercir el comandament dels terços 14è i 24è, així com la Comandància de La Corunya. El 1920 va ascendir a capità i el 1934 a comandant. Durant la Segona República va estar destinat al Parc Mòbil de la Guàrdia Civil.
Després de l'esclat de la Guerra civil va romandre fidel a la República, en ser un estret col·laborador del general Sebastián Pozas. Durant la contesa va manar diverses unitats de la Guàrdia Nacional Republicana i el Cos de Seguretat, i va ser destinat als fronts de Brunete, Chapinería i Cuelgamures. Va aconseguir el rang de tinent coronel. L'abril del 1938 va ser nomenat comandant de la 29a Divisió, al front d'Extremadura. El novembre de 1938 es va afiliar al PSOE.
Després del final de la contesa va haver d'exiliar-se a França,i se'n va anar cap a Mèxic el 1940. Sis anys després va tornar a França, després de passar breument pels Estats Units, i es va instal·lar a Bordeus. No va tornar a Espanya fins a 1948.